# 경상남도의 무형문화재
경상남도 무형문화재는 시도무형문화재 중에서 경상남도 내에 있는 무형문화재를 의미한다.

## 지정 목록
| 번호 | 사진 | 명칭                                    | 소재지                                                | 관리자 (단체)              | 지정일                                                                     | 참조 |
| 1호  |      | 고성오광대 (固城五廣大)                 | 경남 전역                                             |                            | 1964년 1월 1일 지정, 1964년 12월 24일 해제, 국가무형문화재 제7호로 승격    |      |
| 2호  |      | 용호놀이 (龍虎놀이)                     | 경남 밀양시 무안면 무안리 818-52                      |                            | 1991년 12월 27일 지정                                                      |      |
| 3호  |      | 한량무 (閑良舞)                         | 경남 진주시 남강로1번길 96-8 (진주시전통예술회관)     |                            | 1979년 5월 2일 지정                                                        |      |
| 4호  |      | 고성농요 (固城農謠)                     | 경남 고성군 고성읍 동외리                             |                            | 1979년 5월 2일 지정, 1985년 12월 1일 해제, 중요무형문화재 제84-가호로 승격 |      |
| 5호  |      | 문창제놀이 (文昌祭놀이)                 | 경남 창원시 의창구 용호로265번길 40                   |                            | 1980년 12월 26일 지정                                                      |      |
| 6호  |      | 마산농청놀이 (馬山農廳놀이)             | 경남 창원시 마산합포구 3.15대로 138 (중앙동1가)       |                            | 1983년 8월 6일 지정                                                        |      |
| 7호  |      | 감내게줄당기기 (감내게줄당기기)         | 경남 밀양시 내이동 421                                |                            | 1983년 8월 6일 지정                                                        |      |
| 8호  |      | 판소리(고법) (판소리(鼓法))             | 경남 사천시 벌리동 주공APT 103-210                    |                            | 1985년 1월 23일 지정                                                       |      |
| 9호  |      | 판소리(수궁가) (판소리(水宮歌))         | 경남 사천시 사천읍 정의리 391                         |                            | 1985년 1월 23일 지정                                                       |      |
| 10호 |      | 장도장(은장도) (粧刀匠(銀粧刀))         | 경남 진주시 남강로1번길 76 진주시장도장전수교육관     |                            | 1987년 5월 19일 지정                                                       |      |
| 11호 |      | 숭선전제례 (崇善殿祭禮)                 | 경남 김해시 가락로 293번길 26                         | 숭선전                     | 1990년 12월 20일 지정                                                      |      |
| 12호 |      | 진주포구락무 (晋州抛毬樂舞)             | 경남 진주시 남강로1번길 96-8 (진주시전통예술회관)     |                            | 1991년 12월 23일 지정                                                      |      |
| 13호 |      | 함안화천농악 (咸安化川農樂)             | 경남 함안군 칠북면 화천리 175                         |                            | 1991년 12월 23일 지정                                                      |      |
| 14호 |      | 징장 (鉦匠)                             | 경남 거창군 정장리 100-1                              |                            | 1993년 1월 8일 지정                                                        |      |
| 15호 |      | 금속장(장도,연관) (金屬匠(粧刀,煙管))   | 경남 울산시 중구 서동 518                             | 임원중                     | 1993년 12월 27일 지정, 1997년 10월 9일 해제                                |      |
| 16호 |      | 밀양법흥상원놀이 (密陽法興上元놀이)     | 경남 밀양시 단장면 법흥리 63                          |                            | 1993년 12월 27일 지정                                                      |      |
| 17호 |      | 거창삼베일소리 (居昌삼베일소리)         | 경남 거창군 송정리 230                                |                            | 1995년 5월 2일 지정                                                        |      |
| 18호 |      | 연관장 (煙管匠)                         | 경남 진주시 문산읍 삼문리 1148                        |                            | 1995년 5월 2일 지정                                                        |      |
| 19호 |      | 가야진용신제 (伽倻津龍神祭)             | 경남 양산시 원동면 용당리                             |                            | 1997년 1월 30일 지정                                                       |      |
| 20호 |      | 의령큰줄땡기기 (宜寧큰줄땡기기)         | 경남 의령군 의령읍 의병로24길 31-1                    |                            | 1997년 1월 30일 지정                                                       |      |
| 21호 |      | 진주교방굿거리춤 (晋州敎坊굿거리춤)     | 경남 진주시 남강로1번길 96-8 진주시전통예술회관       |                            | 1997년 1월 30일 지정                                                       |      |
| 22호 |      | 불모산영산재 (佛母山靈山齋)             | 경남 창원시 교방동 489                                |                            | 2002년 2월 9일 지정                                                        |      |
| 23호 |      | 웅상농청장원놀이 (웅상농청장원놀이)     | 경남 양산시 웅상읍 명곡마을                           |                            | 2002년 4월 4일 지정                                                        |      |
| 24호 |      | 소목장(통영소반) (小木匠(統營小盤))     | 경남 통영시 도천동 155                                |                            | 2002년 4월 4일 지정                                                        |      |
| 25호 |      | 신관용류가야금산조 (申寬龍流伽倻琴散調) | 경남 진주시 남강로1번길 96-8 진주시전통예술회관       |                            | 2002년 8월 14일 지정                                                       |      |
| 26호 |      | 남해선구줄끗기 (南海仙區줄끗기)         | 경남 남해군 남면 선구마을                             |                            | 2003년 6월 12일 지정                                                       |      |
| 27호 |      | 진주오광대 (晉州五廣大)                 | 경남 진주시 판문동 산171-1                            |                            | 2003년 6월 12일 지정                                                       |      |
| 28호 |      | 사천마도갈방아소리 (泗川馬島갈방아소리) | 경남 사천시                                           |                            | 2004년 3월 18일 지정                                                       |      |
| 29호 |      | 소목장 (小木匠)                         | 경남 진주시 명석면 광제산로26번길 7                   |                            | 2004년 10월 21일 지정                                                      |      |
| 30호 |      | 거창일소리 (거창일소리)                 | 경남 거창군 거창읍                                    |                            | 2004년 10월 21일 지정                                                      |      |
| 31호 |      | 두석장 (豆錫匠)                         | 경남 진주시 남강로1번길 76 진주시두석장전수교육관     |                            | 2005년 1월 13일 지정                                                       |      |
| 32호 |      | 매듭장 (매듭장)                         | 경남 창원시                                           |                            | 2007년 1월 11일 지정                                                       |      |
| 33호 |      | 함안낙화놀이 (咸安 落火놀이)            | 경남 함안군                                           |                            | 2008년 10월 30일 지정                                                      |      |
| 34호 |      | 영제시조 (嶺制時調)                     | 경남 의령군 의령읍 의병로 16길 6                      | 보유자: 이종록             | 2010년 11월 11일 지정                                                      |      |
| 35호 |      | 함양 송순주 (咸陽 松筍酒)               | 경남 함양군                                           | 박흥선                     | 2012년 3월 8일 지정                                                        |      |
| 36호 |      | 거창삼베길쌈 (居昌삼베길쌈)             | 경남 거창군 거창읍 수남로 2193-40                     |                            | 2013년 1월 3일 지정                                                        |      |
| 37호 |      | 김해오광대 (金海五廣大)                 | 경남 김해시 분성로 225(외동, 김해문화원내)            | 김해오광대보존회           | 2015년 3월 5일 지정                                                        |      |
| 38호 |      | 마산성신대제 (馬山星神大祭)             | 경남 창원시 마산회원구 삼호로 63                      | 마산성신대제보존회         | 2016년 5월 4일 지정                                                        |      |
| 39호 |      | 함안농요 (咸安農謠)                     | 경남 함안군                                           |                            | 2016년 9월 1일 지정                                                        |      |
| 40호 |      | 거창상여디딜방아액막이소리              | 경남 거창군                                           |                            | 2016년 12월 15일 지정                                                      |      |
| 41호 |      | 불모산영산재 (佛母山靈山齋)             | 경남 창원시 마산합포구 서원곡1길 220 (교방동, 백운사) | 불모산 영산재 보존회       | 2016년 12월 15일 지정                                                      |      |
| 42호 |      | 염색장 (쪽물장)                         | 경남 김해시                                           |                            | 2017년 10월 12일 지정                                                      |      |
| 43호 |      | 광려산숯일소리                          | 경남 창원시                                           |                            | 2017년 12월 21일 지정                                                      |      |
| 44호 |      | 함양방짜유기장                          | 경남 함양군                                           |                            | 2017년 12월 21일 지정                                                      |      |
| 45호 |      | 작약산예수재                            | 경남 밀양시 초동면 오방길 31-56                       | 작약산예수제보존회         | 2019년 8월 1일 지정                                                        |      |
| 47호 |      | 합천대평군물농악                        | 경남 합천군 초계면 동부로1240                         | (사)합천대평군물농악보존회 | 2023년 6월 29일 지정                                                       |      |